# Ouragan Gloria
L’ouragan Gloria est un ouragan puissant de type capverdien qui s’est formé durant la saison cyclonique 1985 dans l'océan Atlantique et s’est déplacé au-dessus de l’Océan Atlantique entre le 16 et le 28 septembre 1985.